# Bob St. Clair
Robert Bruce „Bob“ St. Clair (* 18. Februar 1931 in San Francisco, Kalifornien; † 20. April 2015 in Santa Rosa, Kalifornien), Spitzname: „The Geek“, war ein US-amerikanischer American-Football-Spieler auf der Position des Offensive Tackles. Er spielte elf Jahre für die San Francisco 49ers in der National Football League (NFL).

## Spielerlaufbahn

### College
Bob St. Clair studierte an der University of San Francisco. Dort spielte er als Offensive Tackle für die Footballmannschaft des Colleges. Zahlreiche spätere Profispieler, wie Dick Stanfel oder Gino Marchetti spielten in der Mannschaft und 1951 blieb das Team in der Saison ungeschlagen. Dies hätte normal die Berechtigung zur Teilnahme am Orange Bowl bedeutet. Da die Verantwortlichen dieses Spiels darauf bestanden, dass die Mannschaft aus San Francisco ohne ihre dunkelhäutigen Spieler antritt, was auch den Ausschluss des späteren Mitglieds in der Pro Football Hall of Fame Ollie Matson bedeutet hätte, entschloss sich das Team die Teilnahme an dem Bowlspiel abzulehnen. Unmittelbar nach der Saison wurde die Footballmannschaft des Colleges aufgelöst und St. Clair wechselte an die University of Tulsa. Für die Mannschaft seines neuen Colleges wurde er zum Ligaauswahlspieler gewählt. In seinem letzten Studienjahr machte er einen Abschluss in Verwaltung.

### NFL
Bob St. Clair wurde 1953 von den San Francisco 49ers in der dritten Runde an 32. Stelle gedraftet. Die 49ers boten St. Clair ein Jahreseinkommen von 5.500 US-Dollar an, nach langen Verhandlungen waren sie bereit das Gehalt um 500 US-Dollar zu erhöhen. Trainer der 49ers war Buck Shaw, der St. Clair in seiner Rookiesaison in der Offense der Mannschaft zum Schutz von Quarterback Y. A. Tittle und als Blocker von Runningback Hugh McElhenny einsetzte. In seiner ersten Saison zog sich St. Clair einen Bruch eines Querfortsatzes zu, beendete aber trotzdem die Saison ohne ein Spiel zu verpassen. Im Jahr 1957 zog er sich eine weitere schwere Verletzung an der Schulter zu. Obwohl er in dem Spiel nach der Verletzung noch weiter auf dem Platz stand, musste er die nachfolgenden acht Spiele aussetzen. Im selben Jahr konnte St. Clair mit seiner Mannschaft in die Play-offs einziehen, wo man allerdings an den Detroit Lions mit 31:27 scheiterte. Die Saison 1962 musste St. Clair mit einem Riss der Achillessehne vorzeitig beenden. Obwohl eine solche Verletzung die Fortsetzung einer Karriere erheblich erschwert, kehrte er auf das Spielfeld zurück, musste aber nach einem weiteren Riss der Achillessehne in der Vorbereitung zur Saison 1964 seine Karriere beenden.
Bob St. Clair spielte elf Jahre in der NFL. Aufgrund seiner Körpergröße wurde St. Clair nicht nur in der Offense der Mannschaft eingesetzt. Er fand auch Einsatzzeit in den Special Teams der 49ers und konnte 1956 zehn Field Goals blocken. Einen Titel konnte St. Clair während seiner Laufbahn nicht gewinnen.

## Nach der Spielerlaufbahn
St. Clair war bereits während seiner Spielerlaufbahn von 1958 bis 1961 Bürgermeister von Daly City. Er arbeitete von 1966 bis 1974 in der Verwaltung des San Mateo County und betrieb einen Schnapsladen in der Nähe von San Francisco. Bob St. Clair war verheiratet und lebte im kalifornischen Santa Rosa, wo er am 20. April 2015 im Alter von 84 Jahren infolge gesundheitlicher Komplikationen, die nach einer Hüftfraktur aufgetreten waren. Er fand auf dem Calvary Catholic Cemetery in Santa Rose seine letzte Ruhestätte.

## Ehrungen
Bob St. Clair spielte fünfmal im Pro Bowl, dem Abschlussspiel der besten Spieler einer Saison. Er wurde neunmal zum All-Pro gewählt und ist Mitglied im NFL 1950s All-Decade Team, in der Bay Area Sports Hall of Fame und in der Pro Football Hall of Fame. Seine Rückennummer wird bei den 49ers nicht mehr vergeben. Im Jahr 2001 benannten die Verantwortlichen der Stadt San Francisco das Spielfeld des Kezar Stadium, der ehemaligen Spielstätte der 49ers und der University of San Francisco, nach St. Clair.